# ريطة بنت منبه
ريطة بنت منبه بن الحجاج، صحابية، والدها هو منبّه بن الحجاج أحد قتلى قريش يوم بدر، وزوجها عمرو بن العاص بن وائل السهمي أنجبت له العاص بن عمرو فلما أسلم سمّاه رسول الله صلى الله عليه وسلم عبد الله.

## نسبها
رَيْطَةَ بِنْتَ مُنَبِّهِ بْنِ الْحَجَّاجِ بْنِ عَامِرِ بْنِ حُذَيْفَةَ بْنِ سَعْدِ بْنِ سَهْمٍ

## قصة إسلامها وزوجها
وقف عمرو من الإسلام موقف عدائياً , وكان في الوفد الذي أرسلته قريش إلى ملك الحبشة كي يسلمهم المهاجرين المسلمين إلى بلده , وقد حملوا للملك وبطارقته هدايا كثيرة , لكن النجاشي استدعى جعفر بن أبي طالب والمهاجرين واستمع إلى سبب هجرتهم إلى بلده , وإلى ما يدعو إليه دينهم , فأسلم ثم ردّ لوفد قريش الهدايا وطردهم .
وعلم عمرو أن أخاه هشاماً قد اتبع محمد  صلى الله عليه وسلم فقرر أن ينزل به العقاب الشديد , والعذاب الأليم , وحذر زوجه ريطة وابنها من الاستماع إلى ما يقوله أتباع الدين الجديد .
وسألت ريطة: ولكن من أين جاء ابن عبد الله بهذا العلم والحكمة والبيان ؟ فقال ابنها: إن مَلَكَاً يُدعى جبريل يأتيه به من السماء , فقال عمرو في حدّة وغضب: إنه محض افتراء , وهل يكلم الله البشر ؟ فقال العاص لأبيه: كلم الله موسى تكليما , فقال عمرو: لا تصدّق ما يقوله هؤلاء , ولا تجالس أحداً منهم أبداً , فقال العاص بن عمرو: لقد أخبرني عمي هشام أن من ذاق حلاوة الإيمان لا يعود إلى الشرك أبداً , ولو وضعوا على رقبته السيف , فانتهره أبوه , وأعاد طلبه بأن لا يكلم أيّا منهم .
وذات يوم دخل العاص على أمه وأبيه وهو يلهث من شدّة جريه , وقال لهما: ألما تسمعا بما حدث ؟ فقالا: وأي شيء حدث؟ قال: لقد أسلم عمر بن الخطاب .
وأسرع عمرو بالخروج من بيته ليتأكّد من صحة الخبر , ثم عاد من فوره واجماً حزيناً , وسألته امرأته ريطة: أصحيح ما قاله ابنك ؟ قال عمرو: نعم , وعقّب ابنه بقوله: ولقد أسلم العاص أيضاً فأسرعا إلى خير الدنيا والآخرة .
ويوم أحد قرر المشركون أن يخرجوا بأزواجهم معهم ليشجعنهم على قتال المسلمين , فخرجت ريطة بنت منبّه مع زوجها عمرو بن العاص , وخرجت هند بنت عتبة مع زوجها أبي سفيان , وخرجت أم حكيم بنت الحارث مع زوجها عكرمة بن أبي جهل , وربحت قريش الجولة لأن رماة المسلمين خالفوا أوامر قائدهم رسول الله صلى الله عليه وسلم , وتركوا مواقعهم .
وهاجر إلى المدينة العاص بن عمر بن الخطاب , والعاص بن عمرو بن العاص وبايعا النبي صلى الله عليه وسلم على الإسلام , وسأل رسول الله صلى الله عليه وسلم كلا منهما عن اسمه , فأجاب العاص , فقال النبي صلى الله عليه وسلم: أنتم عبيد الله .
ودخل عمرو على ريطة حزيناً , فقالت: ما بالك ؟ قال: لقد فرّ ابنك إلى المدينة , وتبع محمداً , قالت: وماذا أنت فاعل ؟ قال: أرى أن نلحق بهذا الدين لأن الناس قد دخلوا فيه أفواجا .
وما لبث عمرو أن أعدّ نفسه ومضى مهاجراً , والتقى وهو في طريقه إلى المدينة بخالد بن الوليد , وعثمان بن أبي طلحة , ودخل الثلاثة على رسول الله صلى الله عليه وسلم فبايعوه وأسلموا .
ويوم فتح مكة جاءت ريطة بنت منبّه مع عدد من النسوة إلى رسول الله صلى الله عليه وسلم وبايعنه , ولما زار رسول الله صلى الله عليه وسلم بيت عمرو لقي من أهل البيت ترحيباً حاراً .